# Gymnasien in Schlesien bis 1945

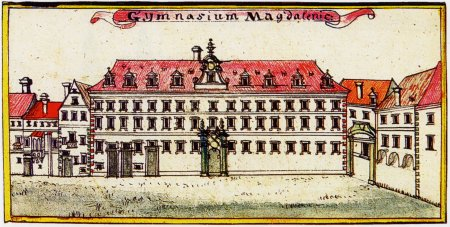
Magdalenen-Gymnasium Breslau, 1710

Gymnasien gehörten zu den wichtigsten Bildungs- und Kultureinrichtungen in Schlesien.

## Geschichte
Seit dem 13. Jahrhundert gab es die Domschule in Breslau und einige Klosterschulen an verschiedenen schlesischen Orten. Im 15. Jahrhundert wurden diese als Lateinschulen im Geiste des Humanismus erweitert.
Seit dem 16. Jahrhundert übernahmen in den protestantischen Gebieten die Städte und einige Fürsten die Schulen oder gründeten neue. In  dieser Zeit entstanden auch die ersten Gymnasien.
In den folgenden Jahrhunderten  wurden weitere Schulen gegründet oder zu Gymnasien ausgebaut.
Diese standen entweder unter staatlicher (als königliches Gymnasium), städtischer, fürstlicher oder kirchlicher Verwaltung.
Die meisten waren evangelisch ausgerichtet, einige katholisch, es gab auch eine höhere jüdische höhere Wilhelmsschule bis 1848.
1904 gab es 38 Gymnasien in Schlesien, mehr als in den meisten anderen Provinzen des Deutschen Reiches, außerdem einige Progymnasien, Realgymnasien und weitere höhere Schulen.
Nach 1919 wurden die meisten Gymnasien als staatliche oder städtische Einrichtungen weitergeführt. In den polnisch gewordenen Gebieten Oberschlesiens wurden diese in veränderter Form weitergeführt.
1939 wurden einige Gymnasien zu Oberschulen für Jungen herabgestuft.
Anfang 1945 wurde der Schulbetrieb in Schlesien eingestellt.
Danach wurden in den meisten Gebäuden polnische Gymnasien oder andere höhere Schulen eingerichtet, einige wenige mussten auf Grund starker Beschädigungen abgerissen werden.

## Einzelne Gymnasien (Auswahl)
Die ältesten und bedeutendsten schlesischen Gymnasien waren das Elisabet-Gymnasium (1563)  und das Magdalenen-Gymnasium (1643) in Breslau, sowie die Gymnasien in Görlitz (1565), Brieg (1569), Oels  (1594) und Liegnitz (1708).
Regierungsbezirk Breslau
- Elisabet-Gymnasium, Breslau, 1563–1945, evangelisch
- Maria-Magdalenen-Gymnasium Breslau, 1643–1945, evangelisch
- Friedrichs-Gymnasium, Breslau, 1812–1939, evangelisch-reformiert
- Matthias-Gymnasium, Breslau, katholisch
- Johannesgymnasium, Breslau, um 1873, überkonfessionell.
- König-Wilhelms-Gymnasium, Breslau, 1885–1939
- Heilig-Geist-Gymnasium, Breslau, 1538–1945
- Katholisches Gymnasium (Glatz) in Glatz, 1597–1945[3]
- Gymnasium Oels, 1594–1945, evangelisch, zuerst als Fürstenschule
- Piastengymnasium Brieg, 1569–1945, evangelisch
- Gymnasium Schweidnitz

Regierungsbezirk Liegnitz
- Gymnasium Johanneum in der Ritterakademie Liegnitz, 1708–1945, evangelisch
- Städtisches Gymnasium Liegnitz
- Evangelisches Gymnasium Glogau
- Katholisches Gymnasium Glogau

## Lehrer und Schüler
In einigen Gymnasien, besonders in Breslau wirkten bekannte schlesische  Pädagogen und Gelehrte.
Zu den bekanntesten Schülern gehörten die Dichter Martin Opitz und Christian Morgenstern, der Physiknobelpreisträger Max Born und der erste westdeutsche Geheimdienstchef Reinhard Gehlen.